# Farida El Hadrati
Farida El Hadrati est une boxeuse française née le 19 octobre 1981 à Saint-Flour en France.

## Carrière
Elle commence sa carrière en boxe française à 16 ans à Saint-Flour (Cantal) et décroche son premier titre aux championnats de France Espoir en 2003.
Elle passe ensuite cinq ans au club de boxe française du stade Philippe-Marcombes à Clermont-Ferrand (Puy-de-Dôme) où elle décroche un titre en championnat de France Elite et un titre mondial en 2005.
Elle intègre ensuite l’ASM Omnisports où elle délaisse petit à petit la boxe française pour la boxe anglaise. Elle participe aux championnats de France amateur de boxe anglaise qu'elle remporte en 2006 avant de perdre en finale en 2007 et 2008. Elle décroche une médaille d'argent en 2009 lors des championnats d'Europe amateur.
Après une pause dans sa carrière pour s'occuper de sa famille, elle retrouve progressivement le ring en 2013 avant de passer professionnelle,.
Elle remporte le titre championne de France des poids super-légers en avril 2014 à Clermont-Ferrand (Puy-de-Dôme) avant celui de championne d'Europe en décembre de la même année. Elle conserve son titre européen en mars 2015 mais n'arrive pas à remporter le titre de championne du monde WBA le 1er avril 2016, à la suite d'un match nul.

## Palmarès

### Championnats du monde de boxe française savate
- Médaille d'or en poids légers, en 2005[10]

### Championnats d'Europe de boxe anglaise amateur
- Médaille d'argent en -64 kg, en 2009, à Mykolaïv, en Ukraine

### Carrière professionnelle en super-légers
- mars 2014 : championne de France des poids super-légers
- décembre 2014 : championne d'Europe des super-légers (titre conservé en mars 2015)